# Wapen van Elahuizen

Wapen van Elahuizen

Het wapen van Elahuizen is het dorpswapen van het Nederlandse dorp Elahuizen, in de Friese gemeente De Friese Meren. Het wapen werd in de huidige vorm in 2002 geregistreerd.

## Geschiedenis
Het wapen was bekend van een uithangbord van een plaatselijke herberg die afbrandde in 1921. Het wapen komt voor in verschillende vormen met andere zeilen en de maan en zon omgekeerd. Ook wordt het wapen gedekt door een kroon. Ten tijde van de samenvoeging van de dorpen Elahuizen en Nijega in 1967 werd het dorpswapen van Elahuizen onthuld. Het wapen werd in 2002 definitief vastgelegd. Daar er nog geen belangstelling was voor een dorpsvlag, is deze nog niet ontworpen.

## Beschrijving
De blazoenering van het wapen in het Fries luidt als volgt:
yn blau in op in weagjende griene skyldfoet farrend kofskip fan sulver mei syl en wimpel: it skip yn de skyldhoeken oan de rjochterkant beselskippe fan in gouden sinne en oan de lofter kant fan in swaaide sulveren heale moanne.
De Nederlandse vertaling luidt als volgt: 
in blauw een op een golvende groene schildvoet varend kofschip van zilver met zeil en wimpel: het schip in de schildhoeken aan de rechterkant vergezeld van een gouden zon en aan de linker kant van een omgekeerde zilveren halve maan.
De heraldische kleuren zijn: azuur (blauw), sinopel (groen), zilver (zilver) en goud (goud).

## Symboliek
- Schip: houdt verband met de zeevaart. Zo voeren sommige inwoners van Elahuizen op koopvaardijschepen van Hindeloopen en hadden andere inwoners aandelen in de scheepvaart.[4]
- Maan en zon: beeldt uit hoe zwaar het leven als zeeman was. Er moest dag en nacht gevaren worden.[4]